# Rocky Ford (Geórgia)
Rocky Ford é uma cidade  localizada no estado americano de Geórgia, no Condado de Screven.

## Demografia
Segundo o censo americano de 2000, a sua população era de 186 habitantes.
Em 2006, foi estimada uma população de 182, um decréscimo de 4 (-2.2%).

## Geografia
De acordo com o United States Census Bureau tem uma área de 3,2 km², dos quais 3,1 km² cobertos por terra e 0,1 km² cobertos por água. Rocky Ford localiza-se a aproximadamente 70 m acima do nível do mar.

## Localidades na vizinhança
O diagrama seguinte representa as localidades num raio de 32 km ao redor de Rocky Ford.